# Alain Menu
Alain Menu (* 9. August 1963 in Genf) ist ein ehemaliger Schweizer Automobilrennfahrer. Er war einer der erfolgreichsten Tourenwagenpiloten der 1990er Jahre und gewann zweimal die British Touring Car Championship (BTCC) (1997 und 2000). Für Chevrolet war er in der Tourenwagen-Weltmeisterschaft (WTCC) tätig. Im Jahr 2012 wurde er Vize-Weltmeister.

## Karriere
Menu, der Sohn eines Landwirts, begann seine Karriere in der Formel Ford, wo er von 1985 bis 1987 fuhr. Danach wechselte er für drei Jahre in die Britische Formel-3-Meisterschaft. Nachdem er dort 1990 den zweiten Platz in der Meisterschaft eingefahren hatte, ging Menu 1991 in die Internationale Formel-3000-Meisterschaft, die er mit zwei Meisterschaftspunkten abschloss. Zurück in Großbritannien startete er für BMW in der British Touring Car Championship (BTCC). Nach einem Quadunfall musste er die Saison nach der Hälfte abbrechen.

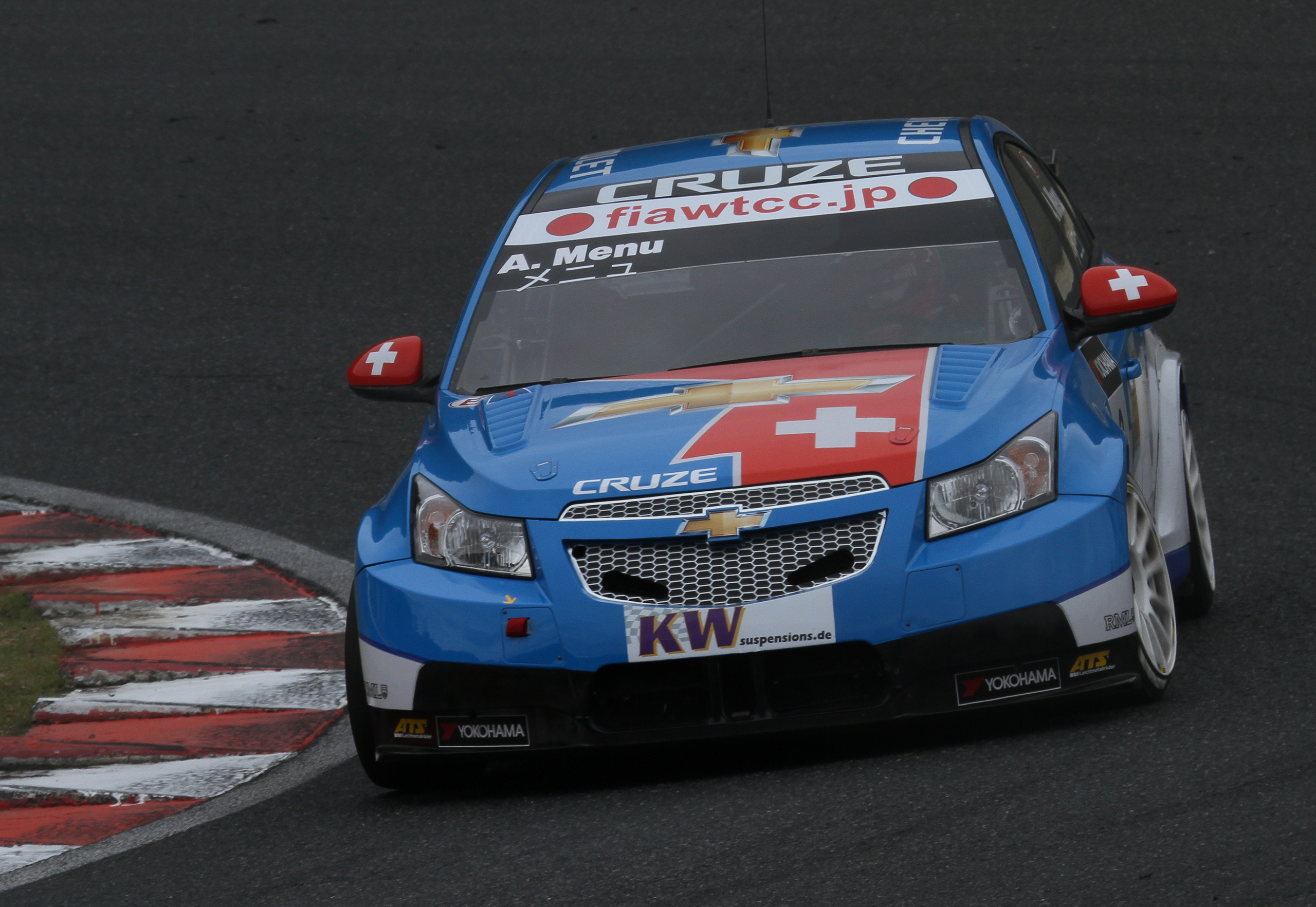
Alain Menu 2010 mit dem Chevrolet Cruze in Japan

Bis 1998 fuhr Menu für Renault in der BTCC. In der Saison 1993 wurde er mit einem Renault 19 ausgestattet worden, mit dem er den 10. Platz belegt hatte. Ab 1994 startete er auf einem Renault Laguna, mit dem Menu drei Jahre in Folge den 2. Platz und 1997 die Meisterschaft gewann. In der Meisterschaft 1998 wurde er Vierter und wechselte zu Ford. Dort gewann er 2000 mit einem Ford Mondeo nochmals die Meisterschaft.
Alain Menu wechselte in die DTM, wo er von 2001 bis 2003 mit mäßigem Erfolg (18., 10. und 9. Platz) für Opel fuhr. Parallel bestritt er einige Rennen für Ferrari in der FIA-GT-Meisterschaft und der American Le Mans Series (ALMS). Im Jahr 2004 absolvierte Menu zwei Rennen im britischen Porsche Carrera Cup. Ab 2005 startete der Westschweizer für das Team RML-Chevrolet in der Tourenwagen-Weltmeisterschaft (WTCC) mit einem Chevrolet Lacetti. Er erreichte 2005 den 13. Platz, 2006 den 15. Platz und einen Sieg, 2007 den 6. Platz (fünf Siege) und 2008 den 9. Platz (drei Siege). 2009 wechselte er mit Chevrolet vom Model Lacetti auf den Cruze und belegte den 10. Platz (zwei Siege). Insgesamt gewann Menu 23 Rennen in der WTCC und wurde 2012 Vizeweltmeister. Mit dem Ausstieg von Chevrolet aus der WTCC verabschiedete sich auch Alain Menu aus dieser Rennserie.
Im Jahr 2013 fuhr Menu einige Läufe des Porsche Supercups. 2014 und 2015 fuhr Alain Menu einen VW CC des Teams BMR in der BTCC.

## Statistik

### Le-Mans-Ergebnisse
| Jahr | Team     | Fahrzeug                  | Teamkollege    | Teamkollege | Platzierung | Ausfallgrund |
| ---- | -------- | ------------------------- | -------------- | ----------- | ----------- | ------------ |
| 2002 | Prodrive | Ferrari 550 GTS Maranello | Rickard Rydell | Tomáš Enge  | Ausfall     | Feuer        |
| 2004 | Prodrive | Ferrari 550 GTS Maranello | Peter Kox      | Tomáš Enge  | Rang 11     |              |

### Sebring-Ergebnisse
| Jahr | Team     | Fahrzeug              | Teamkollege | Teamkollege    | Platzierung | Ausfallgrund |
| ---- | -------- | --------------------- | ----------- | -------------- | ----------- | ------------ |
| 2002 | Prodrive | Ferrari 550 Maranello | Tomáš Enge  | Rickard Rydell | Rang 28     |              |

### Einzelergebnisse Porsche Supercup
| Jahr | Team           | 1       | 2      | 3   | 4   | 5   | 6   | 7   | 8    | 9    | 10   | Rang | Punkte |
| ---- | -------------- | ------- | ------ | --- | --- | --- | --- | --- | ---- | ---- | ---- | ---- | ------ |
| 2013 | FACH Auto Tech | ESP DNF | MON 21 | GBR | GER | HUN | BEL | ITA | DUB1 | DUB2 |      | 25   | 0      |
| 2014 | FACH Auto Tech | ESP *   | MON    | AUT | GBR | GER | HUN | BEL | ITA  | RUS1 | RUS2 |      |        |

### Einzelergebnisse Tourenwagen-Weltmeisterschaft
| Jahr | Team                  | Auto                 | 1         | 2         | 3         | 4         | 5         | 6        | 7        | 8         | 9        | 10        | 11        | 12        | 13       | 14        | 15       | 16        | 17        | 18        | 19       | 20        | 21        | 22        | 23        | 24        | Rang | Punkte |
| ---- | --------------------- | -------------------- | --------- | --------- | --------- | --------- | --------- | -------- | -------- | --------- | -------- | --------- | --------- | --------- | -------- | --------- | -------- | --------- | --------- | --------- | -------- | --------- | --------- | --------- | --------- | --------- | ---- | ------ |
| 2005 | RML Group – Chevrolet | Chevrolet Lacetti    | ITA 1 22  | ITA 2 24  | FRA 1 DNF | FRA 2 DNS | GBR 1 DNF | GBR 2 13 | SMR 1 14 | SMR 2 14  | MEX 1 NC | MEX 2 13  | BEL 1 14  | BEL 2 6   | GER 1 11 | GER 2 8   | TUR 1 10 | TUR 2 8   | ESP 1 DNF | ESP 2 DNS | MAC 1 5  | MAC 2 DSQ |           |           |           |           | 17   | 9      |
| 2006 | RML Group – Chevrolet | Chevrolet Lacetti    | ITA 1 10  | ITA 2 3   | FRA 1 19  | FRA 2 13  | GBR 1 7   | GBR 2 1  | GER 1 13 | GER 2 DNF | BRA 1 19 | BRA 2 10  | MEX 1 12  | MEX 2 DNF | CZE 1 7  | CZE 2 DNF | TUR 1 20 | TUR 2 DNF | ESP 1 8   | ESP 2 9   | MAC 1 21 | MAC 2 10  |           |           |           |           | 15   | 21     |
| 2007 | RML Group – Chevrolet | Chevrolet Lacetti    | BRA 1 DNF | BRA 2 DNF | NED 1     | NED 2 DNF | ESP 1 9   | ESP 2 14 | FRA 1    | FRA 2 8   | CZE 1 8  | CZE 2 DNF | POR 1     | POR 2 3   | SWE 1 8  | SWE 2 3   | GER 1 NC | GER 2 10  | GBR 1     | GBR 2 DNF | ITA 1 5  | ITA 2 DNF | MAC 1     | MAC 2 21  |           |           | 6    | 69     |
| 2008 | RML Group – Chevrolet | Chevrolet Lacetti    | BRA 1 DNF | BRA 2 10  | MEX 1 8   | MEX 2 7   | ESP 1 8   | ESP 2 1  | FRA 1 10 | FRA 2 DNF | CZE 1 3  | CZE 2 6   | POR 1 11  | POR 2 14  | GBR 1 8  | GBR 2 1   | GER 1 3  | GER 2 DNF | EUR 1 DNF | EUR 2 12  | ITA 1 11 | ITA 2 5   | JPN 1 DNF | JPN 2 13  | MAC 1     | MAC 2 13  | 9    | 54     |
| 2009 | RML Group – Chevrolet | Chevrolet Cruze LT   | BRA 1 DNF | BRA 2 11  | MEX 1 DNF | MEX 2 12  | MAR 1 7   | MAR 2 16 | FRA 1 7  | FRA 2 1   | ESP 1 15 | ESP 2 12  | CZE 1 DNF | CZE 2 22  | POR 1 NC | POR 2 18  | GBR 1    | GBR 2 18  | GER 1 18  | GER 2 10  | ITA 1 8  | ITA 2 3   | JPN 1 9   | JPN 2 4   | MAC 1 4   | MAC 2 21  | 10   | 41     |
| 2010 | RML Group – Chevrolet | Chevrolet Cruze LT   | BRA 1 3   | BRA 2 3   | MAR 1 9   | MAR 2 DNF | ITA 1 17  | ITA 2 9  | BEL 1 3  | BEL 2 4   | POR 1 5  | POR 2 3   | GBR 1 22  | GBR 2 NC  | CZE 1 3  | CZE 2 3   | GER 1    | GER 2 8   | ESP 1 8   | ESP 2 11  | JPN 1 7  | JPN 2 4   | MAC 1 7   | MAC 2 DNF |           |           | 6    | 173    |
| 2011 | RML Group – Chevrolet | Chevrolet Cruze 1.6T | BRA 1 6   | BRA 2 1   | BEL 1 2   | BEL 2     | ITA 1 19  | ITA 2 5  | HUN 1    | HUN 2 DNF | CZE 1 3  | CZE 2 3   | POR 1     | POR 2 6   | GBR 1 3  | GBR 2 5   | GER 1 5  | GER 2     | ESP 1 2   | ESP 2 3   | JPN 1    | JPN 2 4   | CHN 1     | CHN 2 6   | MAC 1 DNF | MAC 2 DNS | 3    | 323    |
| 2012 | RML Group – Chevrolet | Chevrolet Cruze 1.6T | ITA 1 7   | ITA 2     | ESP 1 5   | ESP 2 1   | MAR 1     | MAR 2 3  | SVK 1 3  | SVK 2 DNF | HUN 1 3  | HUN 2     | AUT 1 3   | AUT 2 DNF | POR 1 5  | POR 2 1   | BRA 1 2  | BRA 2     | USA 1 18  | USA 2 4   | JPN 1    | JPN 2 5   | CHN 1     | CHN 2     | MAC 1 2   | MAC 2 1   | 2    | 401    |